# Asagena
Asagena là một chi nhện trong họ Theridiidae.